# Okręg wyborczy Wallasey
Okręg wyborczy Wallasey powstał w 1918 r. i wysyła do brytyjskiej Izby Gmin jednego deputowanego. Okręg obejmuje miasto Wallasey na północy półwyspu Wirral.

## Deputowani do brytyjskiej Izby Gmin z okręgu Wallasey
- 1918–1922: Bouverie McDonald, Partia Konserwatywna
- 1922–1931: Robert Chadwick, Partia Konserwatywna
- 1931–1942: John Moore-Brabazon, Partia Konserwatywna
- 1942–1945: George Leonard Reakes, niezależny
- 1945–1974: Ernest Marples, Partia Konserwatywna
- 1974–1992: Lynda Chalker, Partia Konserwatywna
- 1992–: Angela Eagle, Partia Pracy